# Сычёвский сельсовет (Кетовский район)
Сычёвский сельсове́т — упразднённые административно-территориальная единица и муниципальное образование со статусом сельского поселения в составе Кетовского района Курганской области России.
Административный центр — село Сычёво.
15 марта 2022 года сельсовет был упразднён в связи с преобразованием муниципального района в муниципальный округ.

## История
В соответствии с законом Курганской области от 6 июля 2004 года № 419 сельсовет наделён статусом сельского поселения.

## Население
| 1989  | 2002  | 2010  | 2012  | 2013  | 2014  | 2015  |
| ----- | ----- | ----- | ----- | ----- | ----- | ----- |
| 1025  | ↗1048 | ↘960  | ↗982  | ↗1027 | ↗1042 | ↗1053 |
| 2016  | 2017  | 2018  | 2019  | 2020  |       |       |
| ↘1035 | ↘1027 | ↘1022 | ↘1007 | ↘983  |       |       |

## Состав сельского поселения
| № | Населённый пункт | Тип населённого пункта       | Население |
| - | ---------------- | ---------------------------- | --------- |
| 1 | Логовушка        | посёлок                      | ↘196      |
| 2 | Сычёво           | село, административный центр | ↘764      |